# Білецьке (Шепетівський район)
Біле́цьке — село Полонської міської громади Шепетівського району Хмельницької області.

## Історія
Родина Білецьких гербу Яніна дала назву селу Білецьке. Від 1583 року село Білецьке в руках Анни Алоїзи Острозької (Ходкевич), пізніше перейшло до Ольбрихта Ласького (1536—1605), воєводи серадського, одруженого з Беатою (з Костелецьких) Острозькою. У XVII столітті — в Любомирських. У 1817 році село від Валевських купує Бригіда Жураковська. Родина Жураковських володіла селом Білецьке до 1917 року.
7 (20) листопада 1917 року, відповідно до Третього Універсалу Української Центральної Ради, увійшло до складу Української Народної Республіки.
Село постраждало в часі Голодомору 1932—1933 років, за різними даними, померло 150 осіб.
12 червня 2020 року, відповідно до розпорядження Кабінету Міністрів України № 727-р «Про визначення адміністративних центрів та затвердження територій територіальних громад Хмельницької області», увійшло до складу Полонської міської територіальної громади.
19 липня 2020 року, в результаті адміністративно-територіальної реформи та ліквідації Полонського району, село увійшло до складу Шепетівського району.

## Населення

### Мова
Розподіл населення за рідною мовою за даними перепису 2001 року:
| Мова       | Кількість | Відсоток |
| ---------- | --------- | -------- |
| українська | 477       | 99.17%   |
| російська  | 4         | 0.83%    |
| Усього     | 481       | 100%     |

## Географія
Селом протікає річка Деревичка.

## Галерея

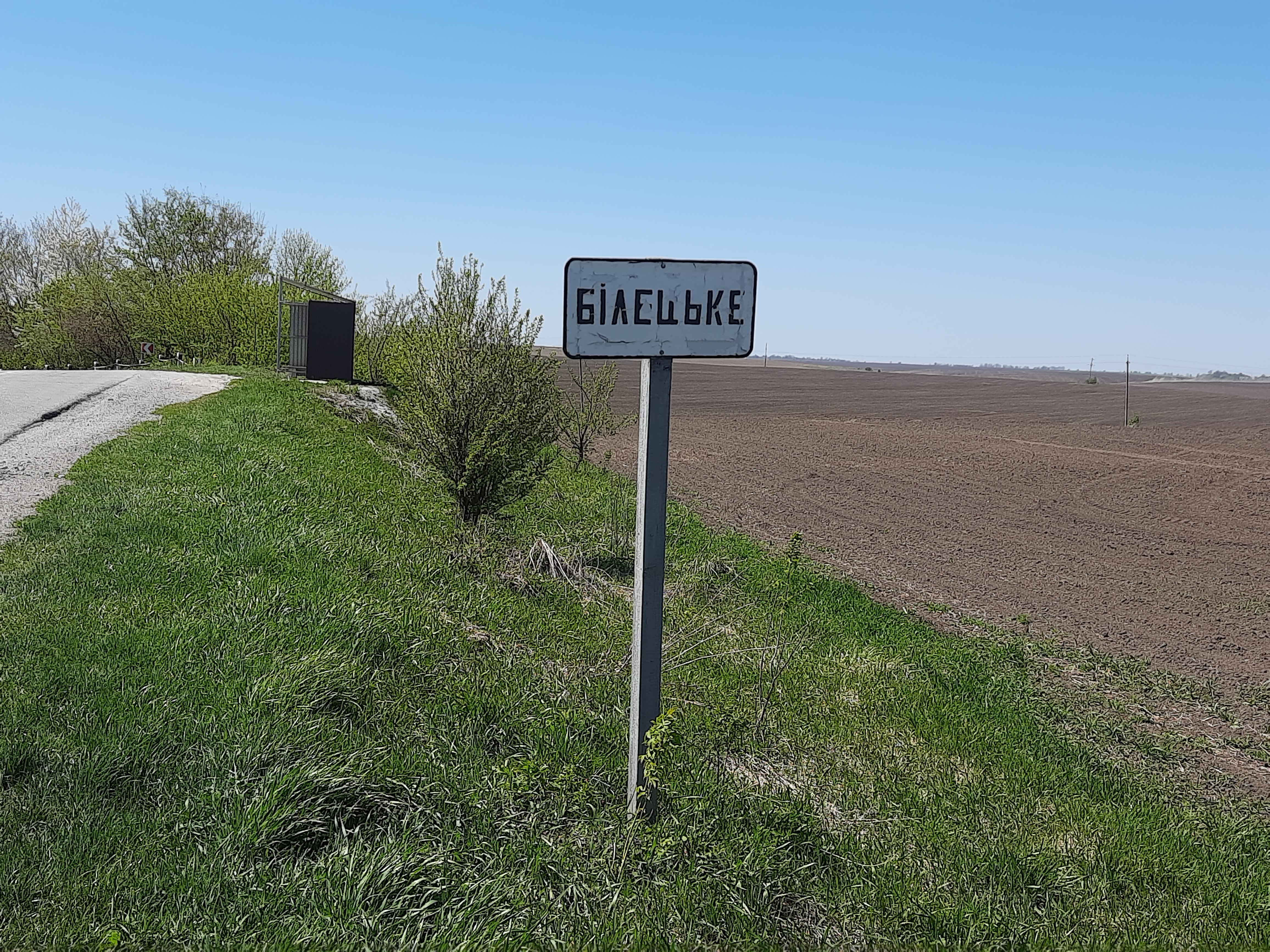
В'їзд у село
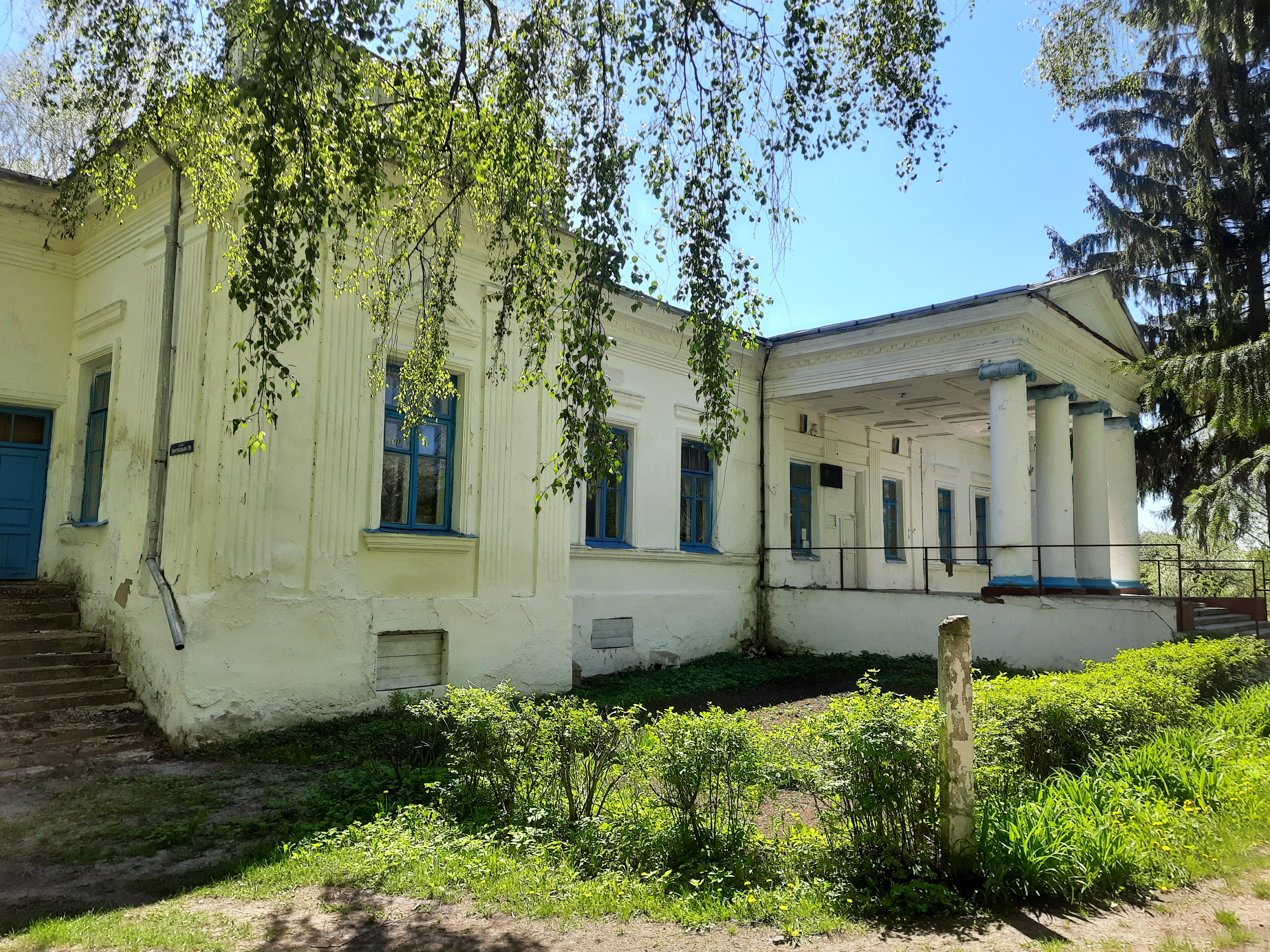
Палац Жураховських
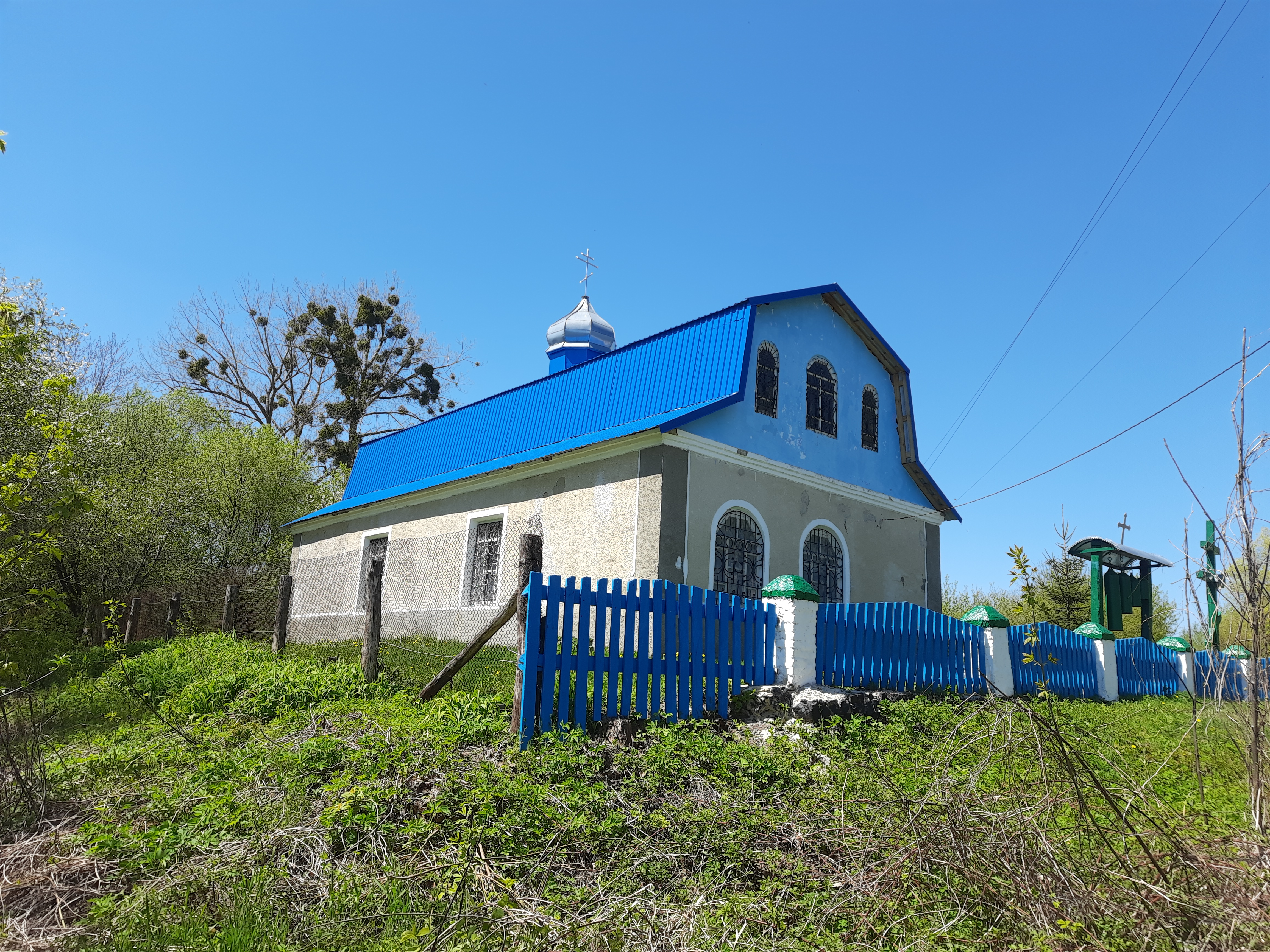
Михайлівська церква
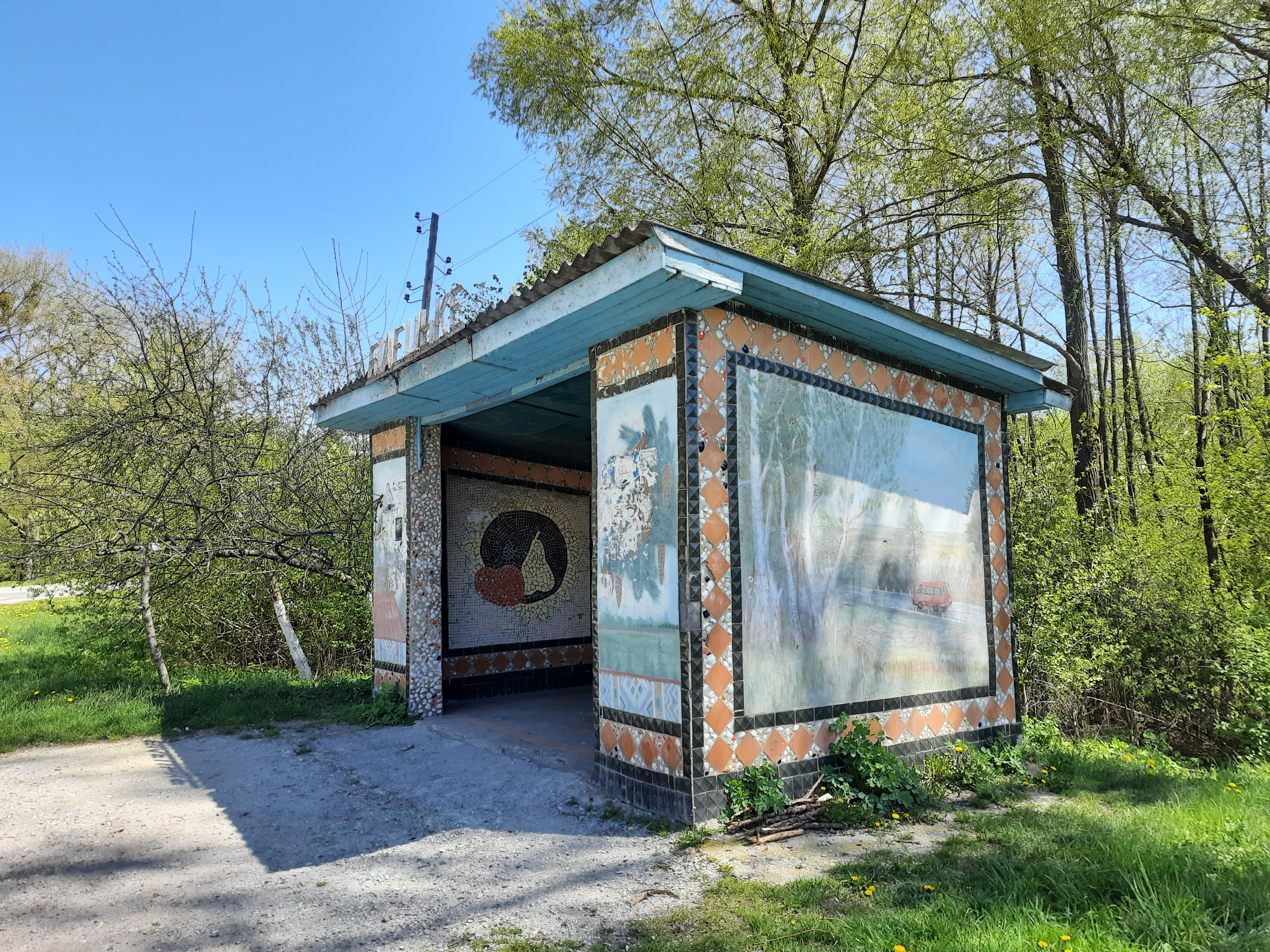
Автобусна зупинка